# Mount Lindesay Highway
La Mount Lindesay Highway () est une route du Queensland en Australie longue de 129 km, qui relie Brisbane, d'où elle part d’Ipswich Road, dans la banlieue de Moorooka à la frontière de la Nouvelle-Galles du Sud où elle devient la Summerland Way qui se prolonge au sud jusqu'à Kyogle. 
La route devrait se prolonger jusqu'à Tenterfield mais cette portion de route, qui comprend des endroits non revêtus, a été déclassée par le gouvernement de Nouvelle-Galles du Sud. 
C'est une route pittoresque, en particulier au sud de Beaudesert. Elle se raccorde à l'extrémité nord de la Lions Road, une route panoramique entre Innesplain et Summerland Way, juste au sud de Rosebery, traversant le parc national du mont Chinghee et le parc national des Border Ranges sur son parcours. 
Elle doit son nom au mont Lindesay, le résidu d'un noyau de magma solidifié, qui fait partie de la chaîne volcanique du mont Warning et est situé à l'extrême ouest du parc national des Border Ranges.